# Mondoubleau
 Mondoubleau  es una población y comuna francesa, en la región de Centro, departamento de Loir y Cher, en el distrito de Vendôme y cantón de Mondoubleau.

## Demografía
| 1451 | 1438 | 1725 | 1640 | 1557 | 1608 |
| Para los censos de 1962 a 1999 la población legal corresponde a la población sin duplicidades (Fuente: INSEE [Consultar]) |      |      |      |      |      |